# 奥克塔维娅·埃·巴特勒着陆场

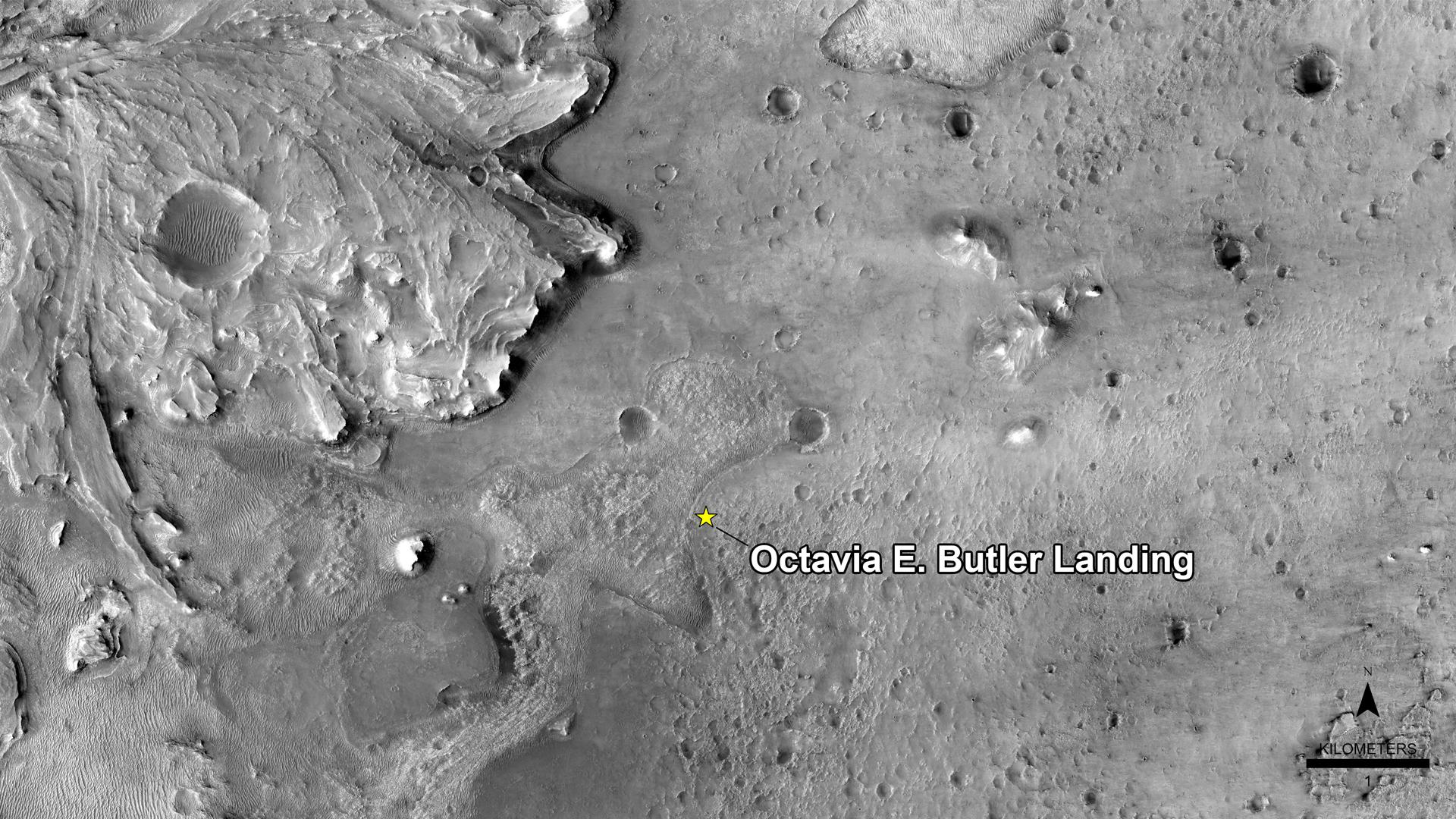
火星“毅力号”漫游车降落在耶泽罗撞击坑内的奥克塔维娅·埃·巴特勒着陆场。

奥克塔维娅·埃·巴特勒着陆场（Octavia E. Butler Landing）是2021年2月18日火星2020“毅力号”火星车在火星耶泽罗撞击坑内的着陆点。2021年3月5日，美国宇航局为纪念美国著名科幻作家奥克塔维娅·埃斯特尔·巴特勒，以她的名字命名了该着陆点。奥克塔维娅·埃·巴特勒于2006年2月24日去世，十五年后，毅力号在火星登陆。
该着陆点在火星的位置坐标为：18°26′41″N 77°27′03″E / 18.4446°N 77.4509°E。

## 描述

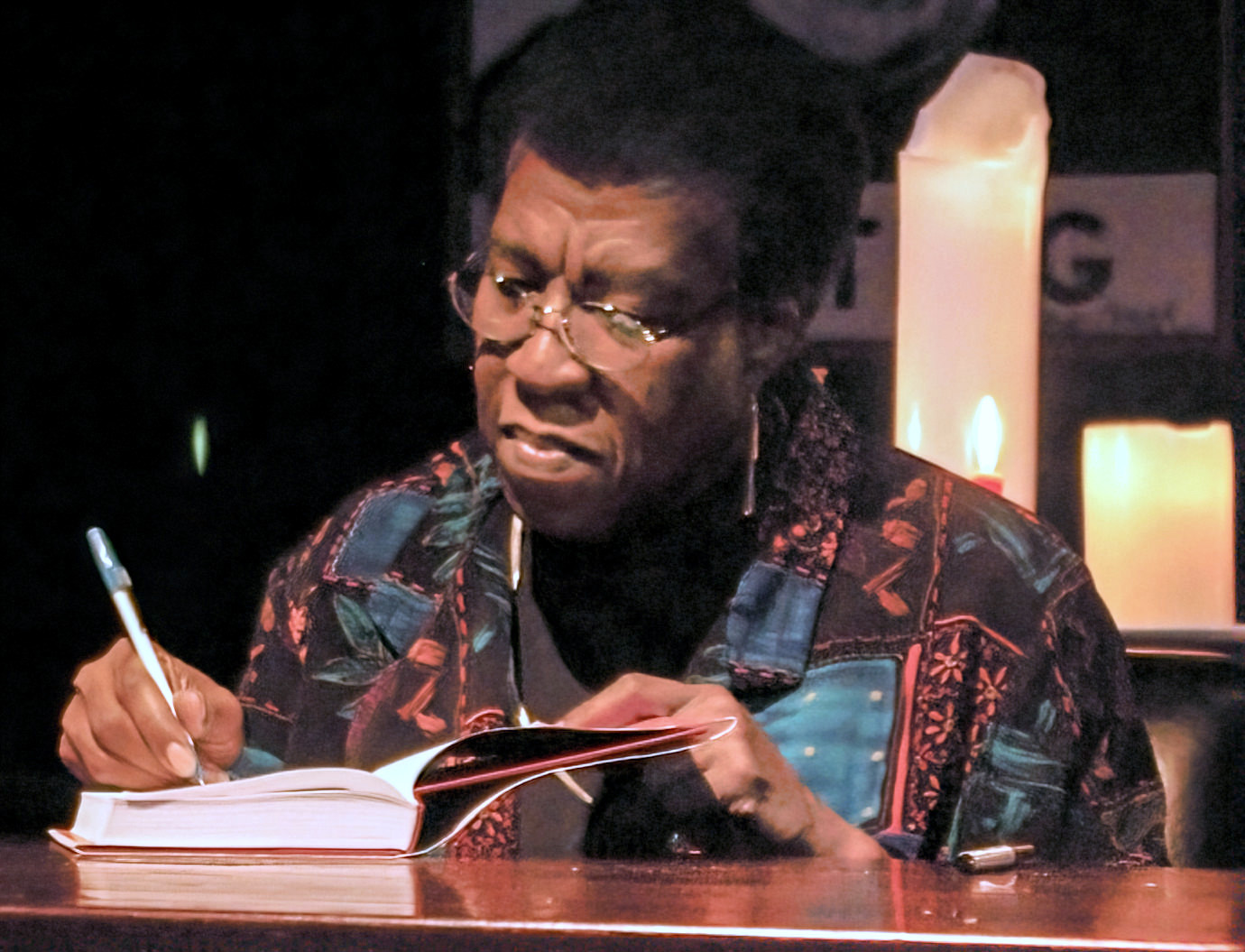
作家奥克塔维娅·埃·巴特勒在2005年的一次签名会上。

选择耶泽罗撞击坑作为火星2020任务中“毅力号”火星车和“机智号”直升机的2021年着陆点，是认为它是一座曾被洪水淹没的陨石坑，分布有富含粘土的冲积扇沉积物。该陨坑中的湖泊是在火星上形成河谷网时期出现的，除了有一处三角洲外，坑内还显示出点沙坝和倒转河道。通过对三角洲和河道的研究，可得出结论，该陨坑内的湖泊可能形成于地表径流尚处于源源不断的时期。三角洲的形成一般需要一百万至一千万年的时间，由于人们认为该湖存续了很长时间，因此陨坑中可能已进化出了生命。

## 奥克塔维娅·埃·巴特勒
奥克塔维娅·埃·巴特勒（1947年6月22日—2006年2月24日）是一位非裔美国科幻小说作家，1976年至1998年期间出版了一系列小说。曾多次获得雨果和星云奖，1995年，成为首位获得麦克阿瑟奖的科幻作家。
巴特勒发表过独立长篇小说、短篇小说、散文和演讲。她出生于加利福尼亚州帕萨迪纳，并在美国宇航局喷气推进实验室所在地长大，该实验室负责管理“毅力号”漫游车项目。

## 图集

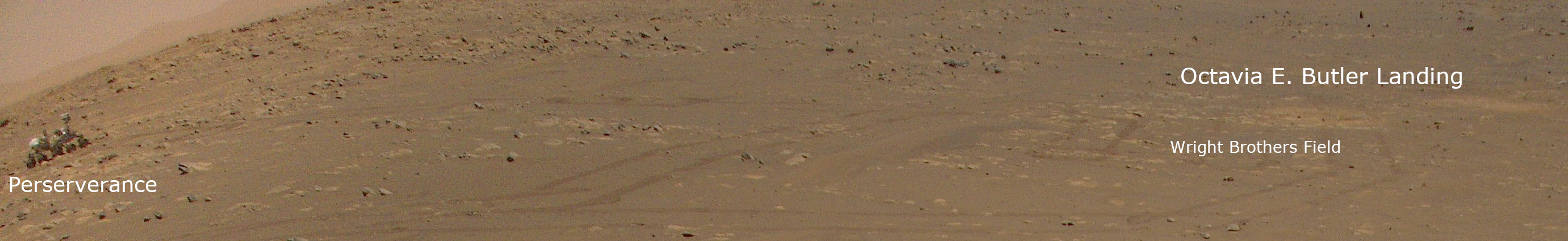
2021年4月25日，“机智号”直升机从85米（279英尺）外的5米（15.4英尺）高空中看到的“毅力号”火星车。

## 另请查看
- 布雷德伯里着陆场
- “毅力号”火星车着陆点
- 推理小说中的女性

## 备注
1. ↑  It wasn't until 2020 that another speculative fiction writer (N.K. Jemisin) received the prize.

## 参引文献
1. ↑  . NASA. 5 March 2021  [5 March 2021]. （原始内容存档于2021-03-06）.  本文含有此來源中屬於公有领域的内容。
2. ↑  . NASA. March 5, 2021  [March 5, 2021]. （原始内容存档于2021-03-05）.  本文含有此來源中屬於公有领域的内容。
3. ↑  Muir, Hazel. . New Scientist.   [20 November 2018]. （原始内容存档于2007-11-03）.
4. ↑  Goudge, T.  (PDF). Lunar and Planetary Science Conference (2017). 2017  [2021-09-05]. 1195.pdf. （原始内容 (PDF)存档于2021-02-20）.
5. ↑  Schon, S.; Head, J.; Fassett, C. . Planetary and Space Science. 2012, 67 (1): 28–45. Bibcode:2012P&SS...67...28S. doi:10.1016/j.pss.2012.02.003.
6. ↑  Crossley, Robert "Critical Essay" In Kindred, by Octavia Butler Boston: Beacon, 2004 ISBN 0807083690 (10) ISBN 978-0807083697 (13)
7. ↑  . MacArthur Foundation Fellows.   [October 9, 2015]. （原始内容存档于2019-05-13）.